# Бьёрке (Осло)
Бьёрке (норв. Bjerke) — район норвежского города Осло, расположенный в его северной части.

## Географическое положение

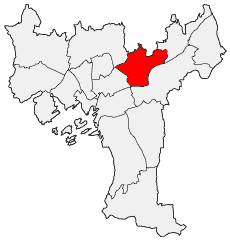
Район Бьёрке в Осло

С севера к району прилегают леса массива Осломарка. Наиболее высокая плотность населения внутри района — в жилых кварталах Линдеруд, расположенных вдоль норвежской федеральной трассы № 4.

## Политическая ситуация
Управление в Бьёрке осуществляется как городским советом Осло, так и местным советом. С 2019 по 2023 год из 15 мест в местном совете 5 занимали представители Рабочей партии, 3 — консерваторы, по 2 — левые социалисты и «зелёные», по 1 месту получили прогрессивные, либеральные и «красные». На выборах в 2003 году по 4 места получили рабочие и правые, по 2 места — «зелёные» и левые социалисты, а «красные», левые и прогрессисты получили по 1 мандату.

## Транспорт
Транспортная инфраструктура представлена федеральной трассой № 4, пересекающей район, а также сетью городских и пригородных автобусов и линией метро Гроруд. Планируется расширение трамвайной сети.